# الجامعة المفتوحة في اليابان
الجامعة المفتوحة في اليابان (بالإنجليزية: Open University of Japan) (放送大学 ،Hōsō Daigaku، بالعربية سابقاً: جامعة الهواء) هي جامعة التعليم عن بعد لديها طلاب من جميع أنحاء اليابان؛ وقبلت أول طلابها في عام 1985 م.

## روابط خارجية
- الموقع الرسمي